# کلایتون (کانزاس)
کلایتون (به انگلیسی: Clayton) شهری در ایالت کانزاس کشور ایالات متحده آمریکا است که جمعیت آن در سرشماری سال ۲۰۱۰ میلادی، ۵۹ نفر بوده‌است.